# Jacek Libicki
Jacek Libicki (ur. 28 września 1934 w Krakowie, zm. 22 lutego 2021 we Wrocławiu) – doktor nauk technicznych, prezes Poltegor – Projekt Sp. z.o.o., Konsul Honorowy Francji, prezes Dolnośląskiej Rodziny Katyńskiej.

## Życiorys

### Wykształcenie
Matura w 1951 roku w Gimnazjum i Liceum im. K. Marcinkowskiego w Poznaniu. Po rocznej (1951–1952) przymusowej pracy w PGR Gościeszyn – Wielkopolska, w 1957 ukończył studia geologiczne na Uniwersytecie Wrocławskim. Doktor nauk technicznych w zakresie hydrogeologii i ochrony wód podziemnych (AGH Kraków – 1979). W 1981 uczestniczył w Salzburg Seminar in American Studies, następnie w 1984 odbył staż UNDP w Kanadzie. Uzyskał uprawnienia eksperckie w zakresie geologii i ochrony środowiska. W latach 1993 i 1994 ukończył kursy MPiH na członków rad nadzorczych oraz dla syndyków i likwidatorów.

### Kariera
W latach 1957–1958 był geologiem w Spółdzielni Surowców Mineralnych. Od 1958 do 1972 pracował jako projektant w Dolnośląskim Biurze Projektów Górniczych we Wrocławiu. W latach 1972–1980 generalny projektant projektów wykonywanych w Polsce dla United States Enviromental Protection Agency w dziedzinie ochrony środowiska w górnictwie odkrywkowym i energetyce. W okresie 1981–1989 był generalnym projektantem modernizacji kopalń odkrywkowych węgla w Chinach i Indiach. Od 1991 był dyrektorem biura projektów POLTEGOR – Projekt, a po prywatyzacji był Prezesem Zarządu POLTEGOR – Projekt Sp. z.o.o. (1992–2006). W latach 1995–2005 Konsul Honorowy Francji. Od 2006 na emeryturze, główny udziałowiec Poltegor – Projekt Sp.z.o.o. i wiceprzewodniczący rady nadzorczej. Dodatkowo w latach 1991–2006 był wiceprezesem Porozumienia Producentów Węgla Brunatnego w Polsce. Od 1993 do 1994 prezydent Rotary Club Wrocław (aktualnie członek). W okresie 1978–1992 członek Zarządu International Mine Water Association. W latach 1990–1999 członek Rady Dolnośląskiej Izby Gospodarczej. Od 1998 do 2006 członek Rady Wykonawczej Euracoal EU Brussels. Od 1998 członek, w latach 2010–2013 wiceprezes, od 2013 i aktualnie prezes Stowarzyszenia Dolnośląska Rodzina Katyńska.

### Publikacje
Autor około 70 artykułów publikowanych w polskich i zagranicznych (m.in. USA, Japonia, Niemcy, Chiny) czasopismach specjalistycznych w dziedzinie problematyki wodnej i ochrony środowiska w górnictwie odkrywkowym. Wydawnictwo „75 lat zbrodni Katyńskiej; 25 lat Dolnośląskiej Rodziny Katyńskiej” Wrocław 2015, „Kaplica Katyńska”, „The Katyń Chapel” Wrocław 2016.

### Odznaczenia
- Krzyż Kawalerski Orderu Odrodzenia Polski
- Republique Francaise Ordre Nationale de Merite (2002)
- Inne odznaczenia branżowe i regionalne

### Znajomość języków
Angielski i francuski (płynnie).

## Życie prywatne

### Rodzina
Syn Janusza Libickiego – profesora ekonomii na Uniwersytecie Poznańskim, który został zamordowany w Katyniu (1940), oraz Wandy z domu Strzałko – adwokat. Ożenił się z  Marią z domu Mazanek (1937 – 2006) – adwokat. Ojciec Dominika Libickiego (ur. 1963) – w latach 1999 – 2015 Prezesa Cyfrowego Polsatu, od 2016 Członka Zarządu c.o.o. Kulczyk Investment S.A. Dziadek Janusza (ur. 1996) tancerza w Los Angeles i Justyny (ur. 1998) studentki historii sztuki w Rzymie. Wnuk Stanisława Libickiego – Prezesa Towarzystwa Ziemskiego Kredytowego w Warszawie.

### Hobby
- Turystyka (odwiedził 53 kraje) głównie samochodowa, zwiedzanie miejsc zabytkowych, antyki, a także sport.